# James William Theodoor Lichtenbelt
James William Theodoor Lichtenbelt (Padang (Nederlands-Indië), 13 december 1882 - Utrecht, 16 juni 1960) was een Nederlandse internist en oprichter van de Emmakliniek te Utrecht.

## Biografie
Lichtenbelt deed in 1901 eindexamen HBS te Soerabaja. Daarna volgde hij een studie medicijnen te Utrecht, artsexamen op 28 juni 1907. Hij trad in 1907 in het huwelijk met Johanna Helena van Marken, uit dit huwelijk kwamen vijf kinderen voort.
Lichtenbelt werd assistent bij prof. Talma in het academisch Ziekenhuis te Utrecht waar hij tot juli 1918 chef de clinique was. Op 25 juni 1918 promoveerde hij cum laude op De invloed van de nervi splanchnici op de buikingewanden. Onder invloed van Talma was hij vooral gericht op het maagonderzoek, met name het ontstaan van de maagzweer. Publicaties van zijn hand verschenen in meerdere Nederlandse en buitenlandse tijdschriften.

### Emmakliniek
In 1913 richtte Lichtenbelt de eerste Emmakliniek op aan de Emmalaan 41 te Utrecht. De tweede Emmakliniek werd op 1 mei 1916 aan de Koningslaan 81 ingewijd. Dit was indertijd het meest moderne neutrale ziekenhuis te Utrecht met alle in die tijd denkbare comfort voor de patiënten.

### Overige
In 1938 stichtte hij de Stichting Utrechts Ziekenverplegingsfonds (SUZ). Verder was hij lid van de specialisten commissie toegevoegd aan het Hoofdbestuur der Ned. Maatschappij tot bevordering der geneeskunst, voorzitter van de Specialistenvereniging afd. Utrecht, de Vereniging ter Bevordering van de Tandheelkundige Verzorging, voorzitter van de Stichting Utrechts Ziekenhuisverplegingsfonds en enige tijd voorzitter van de afdeling Utrecht van het Rode Kruis. In 1933 kreeg hij uit handen van prinses Juliana het grootkruis van verdienste van het Rode kruis.
Lichtenbelt overleed 16 juni 1960 op 77-jarige leeftijd te Utrecht.